# Tim O’Malley
Tim O’Malley (* 3. Juli 1944 in Limerick) ist ein irischer Politiker. Von 2002 bis 2007 war er Abgeordneter (Teachta Dála) im Dáil Éireann, dem Unterhaus des irischen Parlaments.

## Leben
O’Malley wuchs in Limerick auf. Sein Cousin Desmond O’Malley war ebenfalls Minister, sein Cousin Daragh O’Malley ist ein bekannter Schauspieler.
Er studierte nach dem Schulabschluss am University College Dublin Pharmazie. Mit seinem Abschluss betrieb er eine Apotheke im Stadtteil Dooradoyle in Limerick. Als Funktionär präsidierte er der Irish Pharmaceutical Union, dem Apothekerverband Irlands. 1991 zog er in den Limerick County Council ein. Bei einer Nachwahl 1998 konnte er den freigewordenen Sitz noch nicht erobern. 2002 kandidierte er dann aber erfolgreich für die Progressive Democrats im Wahlkreis Limerick East für einen Sitz im 29. Dáil Éireann. Am 19. Juni 2002 wurde O’Malley von Taoiseach Bertie Ahern zum Staatsminister im Gesundheitsministerium mit dem Aufgabenbereich geistige Gesundheit und Lebensmittelsicherheit.
Bei den Wahlen zum Dáil Éireann 2007 verloren die Progressive Democrats nahezu alle Sitze, darunter auch Tim O’Malley. Damit schied er am 20. Juni 2017 auch aus dem Amt des Staatsministers aus. 

## Nachweise
1. ↑  Electionsireland.org: Tim O’Malley

| Personendaten    | Personendaten      |
| ---------------- | ------------------ |
| NAME             | O’Malley, Tim      |
| ALTERNATIVNAMEN  | O’Malley, Timothy  |
| KURZBESCHREIBUNG | irischer Politiker |
| GEBURTSDATUM     | 3. Juli 1944       |
| GEBURTSORT       | Limerick           |